# Corto, altijd maar verder
Corto, altijd maar verder is een verzamelalbum van vijf verhalen over Corto Maltese, een stripreeks geschreven en getekend door Hugo Pratt. De verhalen verschenen afzonderlijk voor het eerst in 1970 in het weekblad Pif en werden in 1983 als bundeling uitgebracht in het Nederlandse taalgebied door uitgeverij Casterman. Het album is het vervolg op In het teken van de steenbok en omvat de volgende vijf avonturen:
- Godenvoedsel
- Bananen-conga
- Voodoo voor de president
- De lagune van de schone dromen
- De kleinzoon

De verhalen spelen zich af rond het jaar 1913, in het Zuid-Amerikaanse land Venezuela en het Midden-Amerikaanse Nicaragua, in het Caribisch gebied en de Amazone.

## Het verhaal

### Godenvoedsel
Corto Maltese bevindt zich met professor Steiner in Maracaïbo in Venezuela. Hij lijdt aan geheugenverlies. Steiner probeert Corto met magische paddenstoelen zijn geheugen terug te geven. In een droom beleeft Corto een fantastisch avontuur waarin hij gedood wordt door een groep koppensnellers.

### Bananen-conga
In dit verhaal draait alles om het bezit van een koffertje. Corto krijgt dit tegen wil en dank in handen en diverse personages proberen hem het koffertje weer afhandig te maken. Allemaal verliezen zij daarbij het leven. Hij ontmoet een tweetal vrouwen, Esmeralda en Venexiana Stevenson. Op het einde overhandigt Corto het koffertje aan de tovenares Guldenmond. Er blijkt niets in te zitten.

### Voodoo voor de president
Corto en professor Steiner arriveren op het eiland Port-Ducal in de buurt van Barbados. Ze zijn aanwezig bij een rechtszaak die aanhangig is tegen Soledad Lokäarth. Zij wordt ervan beschuldigd doden aan het werk te hebben. Er is een wet waarin verboden wordt zij-die-niet-bestaan op welke manier ook in dienst te nemen. Corto komt tussenbeide om de uitspraak aan te klagen. Hij wordt bestraft met de doodstraf. Steiner kan niet geloven in de dood van zijn vriend en gaat naar de president. Ze krijgen hulp van Maskerhoofd. 

### De lagune van de schone dromen
Aan de kust van Venezuela, waar de Orinoco in de Oceaan stroomt, ontmoet Corto de Engelse officier Stuart die er met de regimentskas vandoor is gegaan. De officier is ziek en in zijn koortsdromen passeren diverse personen uit zijn leven de revue.

### De kleinzoon
Dit verhaal ontspint zich omtrent de zoektocht van een grootvader die op zoek is naar het zevenjarige kind van zijn vermoorde zoon die met een Indiaanse getrouwd was. In ruil voor een beloning gaat Corto op zoek naar dit kind en beleeft daarbij een wonderlijk avontuur in het Amazonegebied.   